# 相見駅

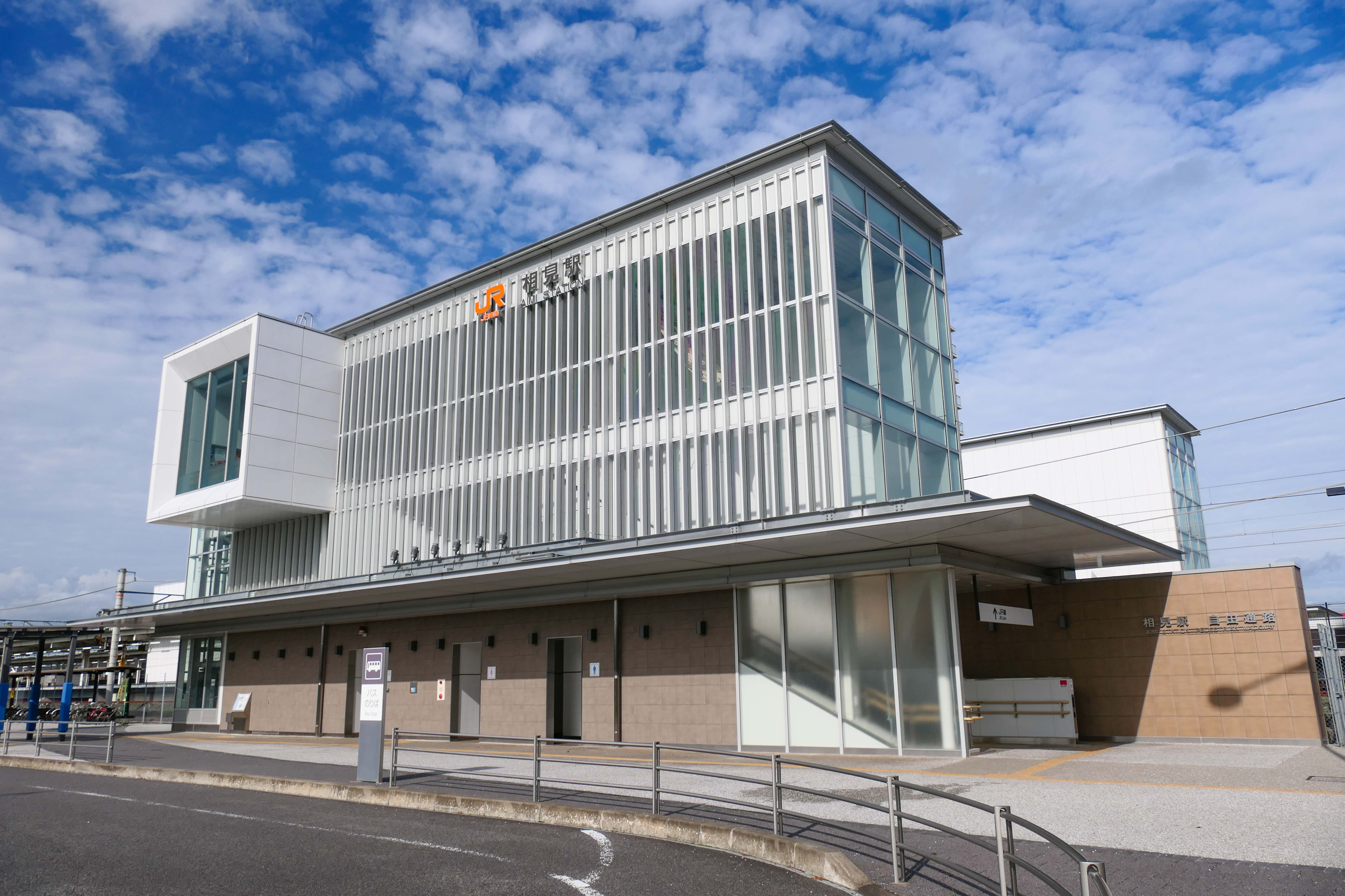
西口（2021年9月）

相見駅（あいみえき）は、愛知県額田郡幸田町大字相見字相見にある、東海旅客鉄道（JR東海）東海道本線の駅である。駅番号はCA51。
JR東海と幸田町並びに幸田相見特定土地区画整理組合が新駅等設置に関する基本協定を締結したことによる自治体請願駅である。運行形態の詳細は「東海道線 (名古屋地区)」を参照。

## 歴史

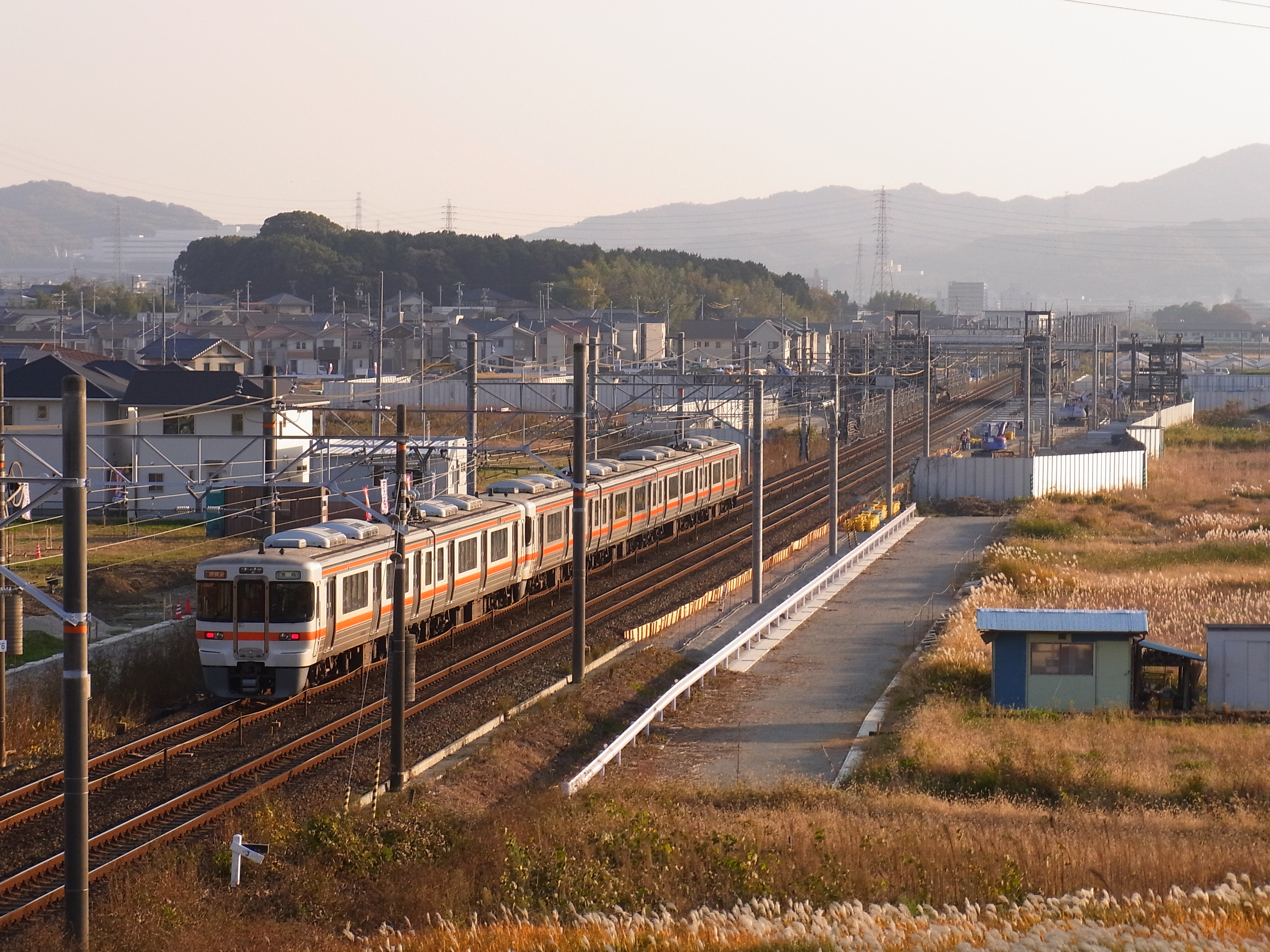
建設中の駅（写真奥）とその周辺（2010年11月）

1900年、額田郡相見村の志賀藤助村長が同志らと村内に駅設置を企画し、相見村停車場設置期成同盟会を組織した。同盟会は村内各地区ごとに募金を募り、隣村にも協力を依頼した。相見村の動きを受けて、深溝村でも期成同盟会が発足している。1902年、蒲郡駅 - 岡崎駅間が複線化したことで、相見村の山本鍬之助村長と、地元選出の県会議員・足立信次郎の要請により新駅設置は実現段階に入った。しかし、1906年に相見村・坂崎村・深溝村の3村が合併して広田村（後の幸田町）が発足。これを機に、駅設置場所は深溝村と相見村の中間に位置する芦谷信号所北350mに移された。広田の駅名は既に使用例があったため1908年9月の村議会で幸田村へ村名を変更することが決定され、同月に駅も幸田駅として開業した。
1989年に幸田町相見地区の住民により、再び期成同盟会が結成された。幸田町も「幸田相見特定土地区画整理組合」を発足させ、1998年度より駅予定地周辺の土地区画整理事業を開始した。2007年3月1日には、幸田町、土地区画整理組合、東海旅客鉄道（JR東海）の間で「新駅等設置の計画協議推進に関する覚書」が調印され、JR東海による調査設計が始まった。一方で、2008年5月に開かれた町民と町の「学区懇談会」では、出席者から新駅に慎重な意見も出された。2008年10月17日の幸田町議会第2回臨時会で、新駅設置の負担金45億8000万円を限度額とする債務負担行為（2009年度 - 2012年度）の補正予算が可決。同日に幸田町、土地区画整理組合、JR東海の3者間で基本協定が締結された。2009年12月14日に新駅の建設が着工、2010年6月5日に起工式が執り行われた。
2011年7月14日には駅名が相見村に由来する「相見」に正式決定し、2012年3月17日のダイヤ改正に伴い駅が開業した。幸田町内の駅としては幸田駅、三ケ根駅に次いで3番目の開業となった。

### 年表
- 1900年（明治33年）：相見村住民が相見村停車場設置期成同盟会を結成[19]。
- 1908年（明治41年）：9月11日の幸田駅開業に伴い、誘致活動を休止[19]。
- 1989年（平成元年）：幸田町相見地区住民が（仮称）相見駅設置促進期成同盟会を結成[12]。
- 2007年（平成19年）
  - 3月1日：JR東海と幸田町が幸田町菱池に新駅を設置する覚書を交わす[12][14]。
  - 3月27日：幸田町議会定例会で新駅調査設計負担金5,250万円を盛り込んだ2006年度一般会計補正予算案を可決[12]。
- 2008年（平成20年）10月17日：JR東海より基本協定が締結された旨の発表がなされる[21][17]。
- 2009年（平成21年）12月14日：新駅の建設が着工[18]。
- 2010年（平成22年）6月1日：起工式を挙行[19]。
- 2011年（平成23年）7月14日：名称を正式決定[1]。
- 2012年（平成24年）3月17日：開業[5][6]。
- 2017年（平成29年）
  - 9月30日：JR全線きっぷうりばの営業を終了[22][7]。
  - 10月1日：集中旅客サービスシステム（現・お客様サポートサービス）の使用開始に伴い終日無人化[22][7]。

## 駅構造
単式ホーム1面1線と島式ホーム1面2線、合計2面3線のホームを持つ地上駅。島式の1番線が下り待機線、島式の2番線が下り本線、単式の3番線が上り本線となっている。1番線を発着する定期旅客列車は、平日7:52発の岐阜行き普通1本のみである（2021年3月改正時点）。駅舎は橋上駅舎となっており、自由通路が設けられている。
岡崎駅が管理する無人駅である。自動券売機・扉の無い自動改札機が設置されている。

### のりば
| 番線 | 路線          | 方向 | 行先             | 備考   |
| ---- | ------------- | ---- | ---------------- | ------ |
| 1    | CA 東海道本線 | 下り | 岡崎・名古屋方面 | 待機線 |
| 2    | CA 東海道本線 | 下り | 岡崎・名古屋方面 | 本線   |
| 3    | CA 東海道本線 | 上り | 豊橋・浜松方面   | 本線   |

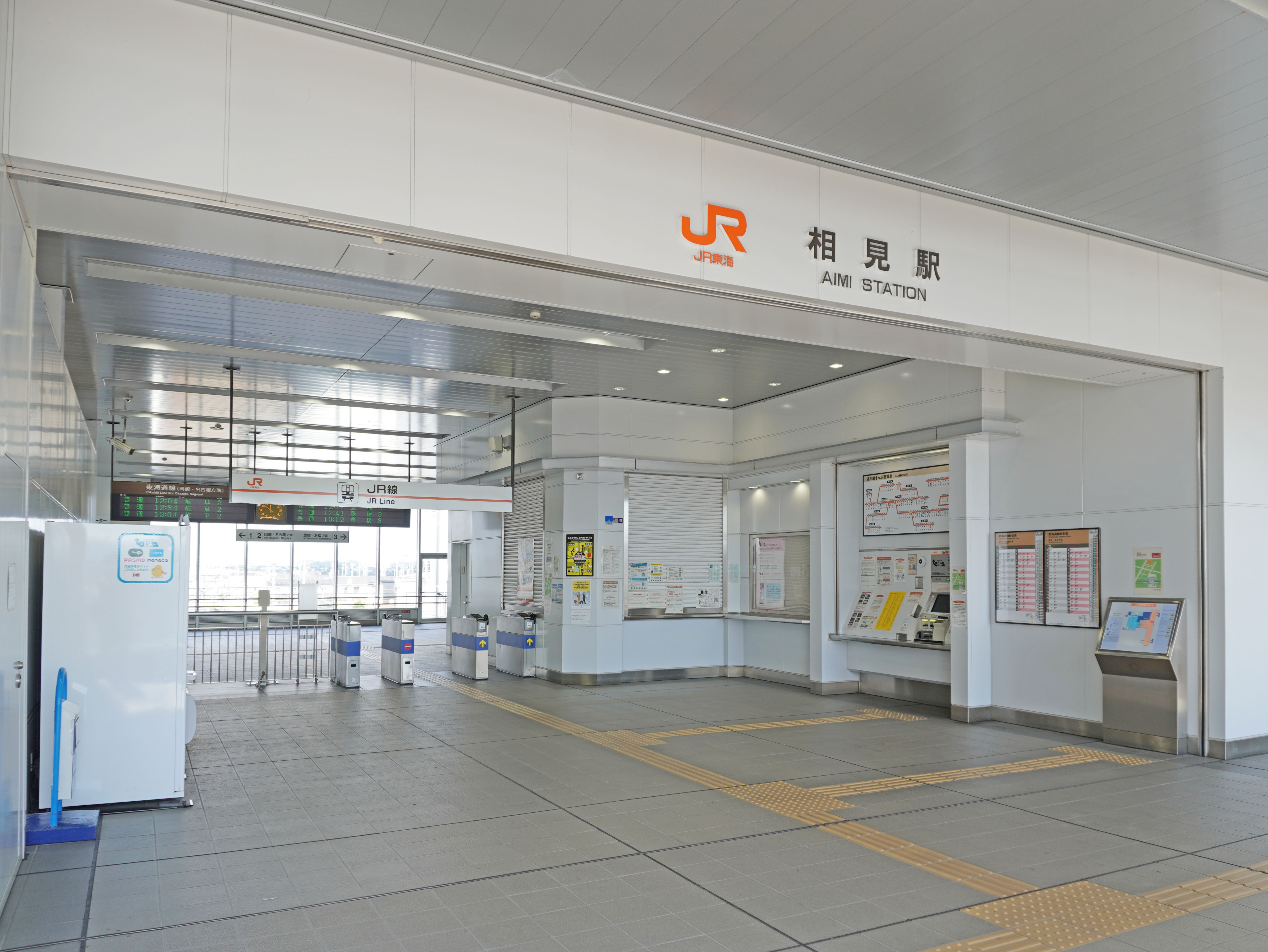
改札口（2022年10月）
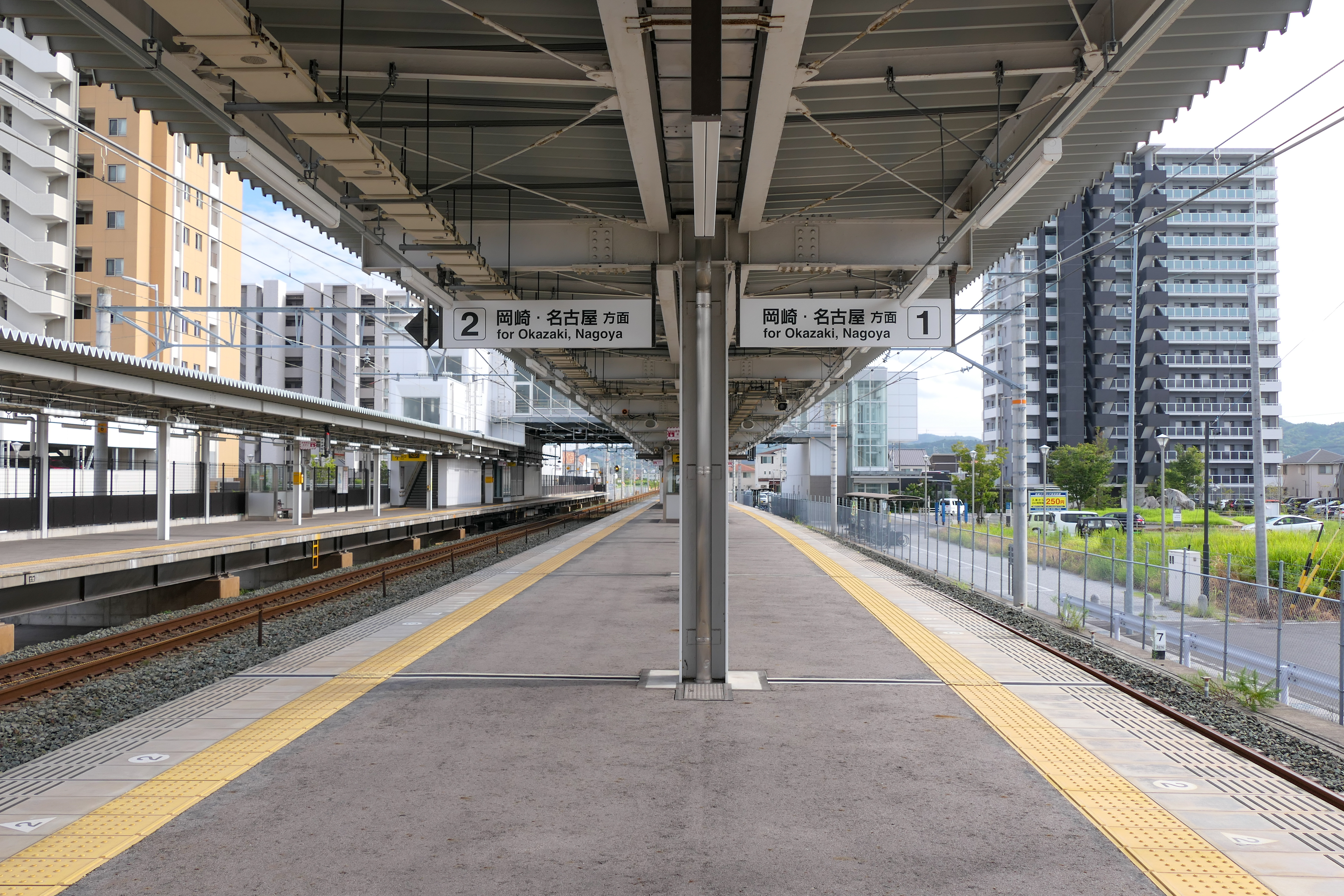
1・2番線ホーム（2021年9月）
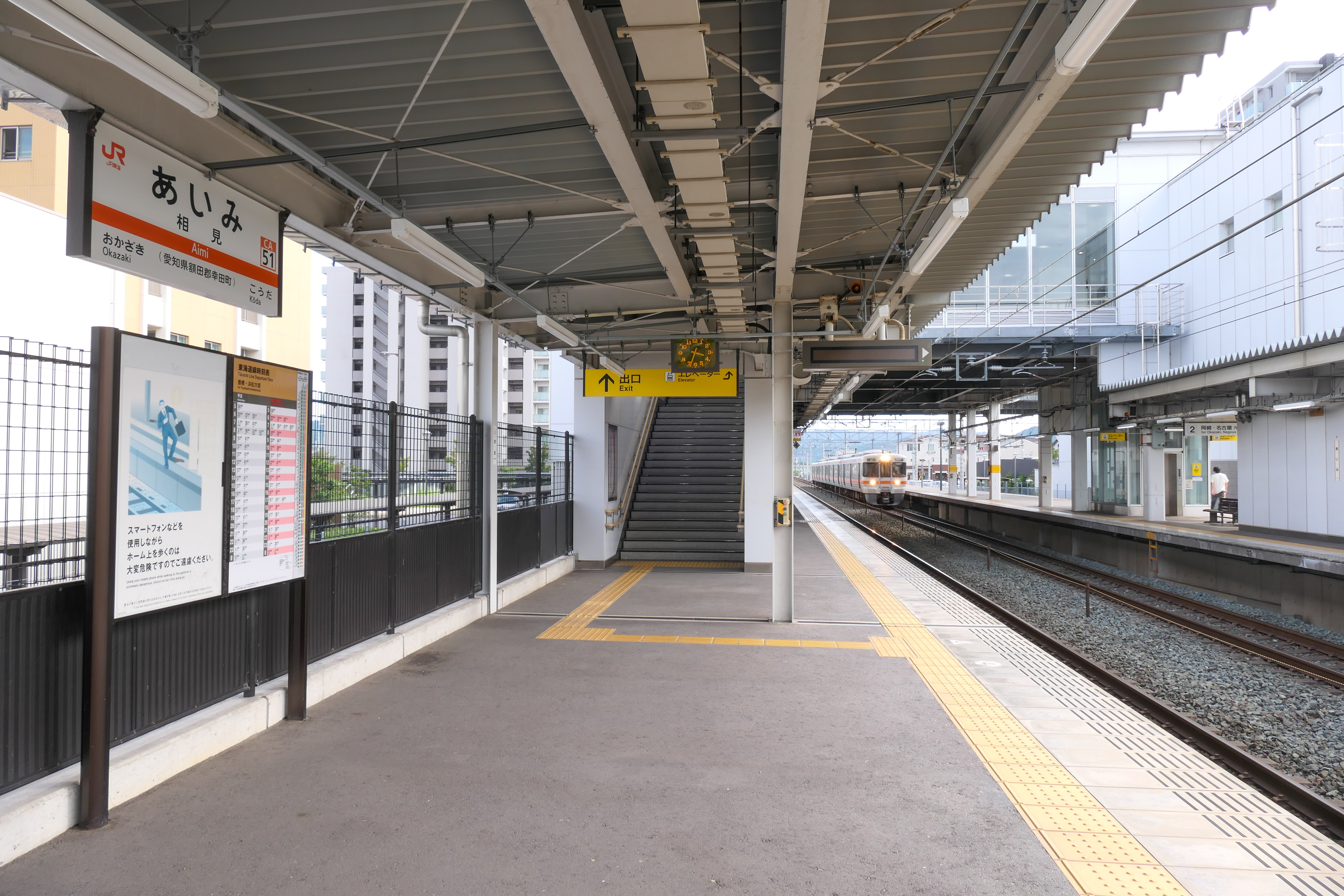
3番線ホーム（2021年9月）
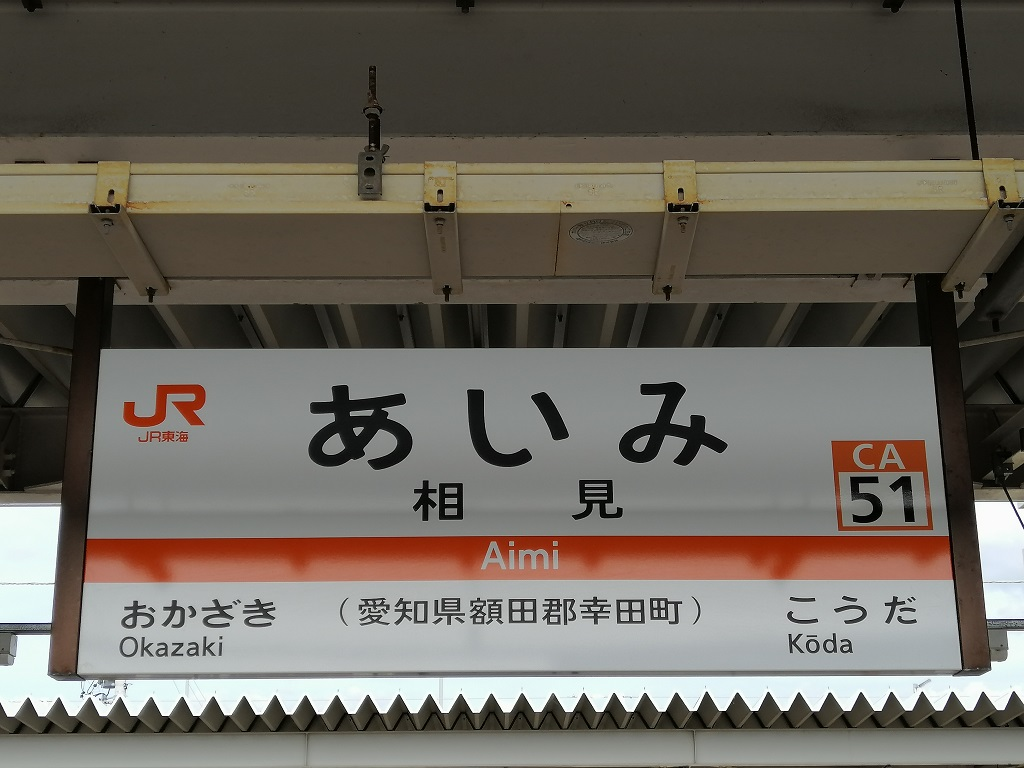
駅名標（2021年5月）

## 利用状況
「こうたの統計」によると、駅開業後の1日平均乗車人員は以下の通りである。
| 年度               | 年間 乗車人員 | 定期外 乗車人員 | 定期 乗車人員 | 1日平均 乗車人員 |
| ------------------ | ------------- | --------------- | ------------- | ---------------- |
| 2012年（平成24年） | 283,065       | 90,783          | 192,282       | 776              |
| 2013年（平成25年） | 396,967       | 108,522         | 288,445       | 1,088            |
| 2014年（平成26年） | 459,239       | 118,191         | 341,048       | 1,258            |
| 2015年（平成27年） | 513,280       | 132,639         | 380,641       | 1,402            |
| 2016年（平成28年） | 548,186       | 131,289         | 416,897       | 1,502            |
| 2017年（平成29年） | 566,484       | 140,415         | 426,069       | 1,552            |
| 2018年（平成30年） | 588,423       | 150,584         | 437,839       | 1,612            |
| 2019年（令和元年） | 596,715       | 154,114         | 442,601       | 1,630            |
| 2020年（令和02年） | 386,974       | 94,426          | 386,974       | 1,319            |
| 2021年（令和03年） | 479,370       | 103,835         | 375,535       | 1,313            |

## 駅周辺
幸田町の北西に位置し、岡崎市や西尾市との市町境も近い。北には愛知県道78号安城幸田線が通っている。当駅の開業に合わせて急速に開発が進んでおり、駅前には家電量販店、ホームセンター、スーパー等が入った複合施設、高層マンションの建設が相次いでいる。また駅前にはライトアップされる噴水広場が整備されており、近辺の駅に比べ近代的な景観になっている。
周辺は広田川や相見川が通っており、平成20年8月末豪雨（2008年）では一部の地域で浸水するなどの被害を出した。
駅周辺部では「幸田相見特定土地区画整理組合」が1998年～2015年度の8年間をかけて土地区画整理事業を実施。3,480人の人口を見込み、54.2haを対象に75億3000万円を投じて宅地を造成した。商業施設の建設も進められ、2003年にダイワロイヤルをデベロッパとする近隣型ショッピングセンター「カメリアガーデン幸田」が開業した。食品スーパーマックスバリュやホームセンターケーヨーデイツーなどを核テナントに、飲食店などが構える。また、駅東口ではヤマダデンキが開業。高層マンションが建設されるなど開発が進む。
駅前では、アクセス道路、交通広場、パークアンドライド用の駐車場、駐輪場が整備されている。

### 周辺施設
- ヤマダデンキテックランド幸田店
- あいち三河農業協同組合相見支店
- カメリアガーデン幸田
  - エディオン幸田店
  - マックスバリュ幸田店
- スギ薬局幸田相見店
- 幸田町立北部中学校
- 愛知県立幸田高等学校
- 岡崎市立福岡中学校

## バス路線
幸田町コミュニティバス「えこたんバス」が乗り入れている。
2012年の開業当初は東岡崎駅・岡崎駅と幸田駅を結ぶ名鉄バス「岡崎幸田線」が乗り入れていたが、2014年のダイヤ改正で廃止された。
- えこたんバス
  - 北ルート
  - 中ルート

## 隣の駅
東海旅客鉄道（JR東海）
CA 東海道本線
■特別快速・■新快速・■快速
通過
■区間快速・■普通  
幸田駅 (CA50) - 相見駅 (CA51) - 岡崎駅 (CA52)